# هرم خوي
هرم خوي هو هيكل جنائزي يعود تاريخه إلى أوائل الفترة الانتقالية الأولى (2181 قبل الميلاد - 2055 قبل الميلاد) ويقع مقبرة دارا الملكية بالقرب من منفلوط في مصر الوسطى وعلى مقربة من مدخل واحة الداخلة. يُنسب عمومًا إلى خوي، وهو ملك ينتمي إما إلى الأسرة الثامنة أو أحد رؤساء المقاطعات الذي أعلن نفسه ملكًا في وقت كانت فيه السلطة المركزية قد انهارت، حوالي 2150 قبل الميلاد.
تضمن مجمع أهرامات خوي معبدًا جنائزيًا وجدارًا من الطوب اللبن، والذي تم تدميره تمامًا مثل الهرم الرئيسي.

## التنقيب

### تاريخ البحث
تم ذكر الهرم المدمر لأول مرة في مقال عام 1912 من من قبل عالم المصريات أحمد كمال. لاحقًا، بين عامي 1946 و 1948، اكتشف المجمع ريموند ويل. نظرًا للحالة المدمرة للهيكل والهندسة المعمارية غير النمطية للمبنى، اعتقد كمال أنها مصطبة ضخمة بينما اعتقد ويل أنها كانت هرم. حتى اليوم، على الرغم من حقيقة أن المبنى يُنظر إليه عمومًا على أنه هرم - وربما هرم مدرج - لا يمكن تحديد نوع القبر على وجه اليقين، ولا يمكن للمرء أن يستبعد أنه كان بالفعل مصطبة.

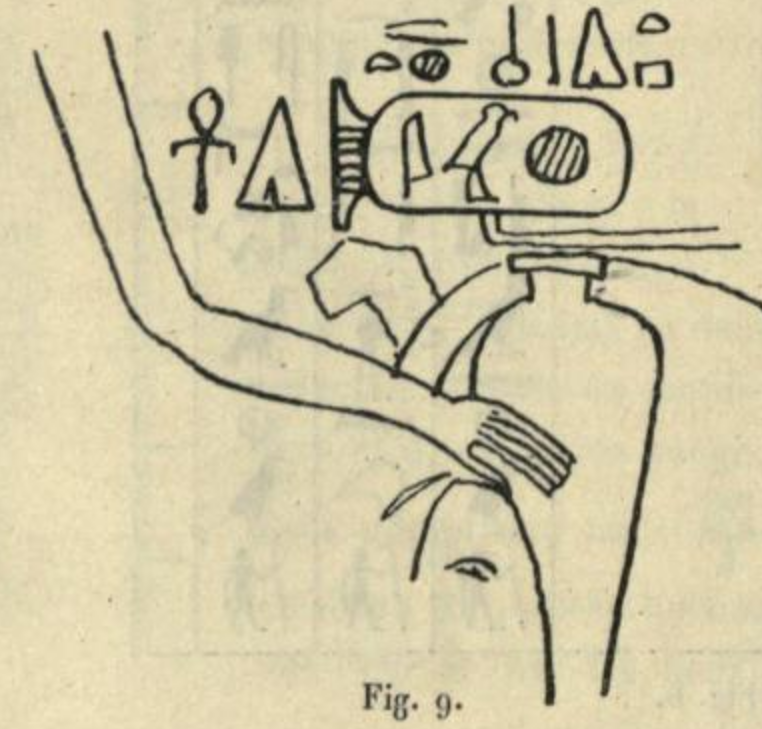
خرطوش خوي من محيط الهرم.

### الإسناد
لم يتم العثور على اسم المالك في موقع الهرم. ومع ذلك، فقد أسفرت أعمال التنقيب في مقبرة تقع جنوب الهرم مباشرة عن وجود كتلة حجرية عليها نقش بارز يحمل خرطوش «أوج»، أي خوي، اسم ملك غير معروف حتى الآن. يمكن أن تأتي الكتلة من المعبد الجنائزي لمجمع الهرم، الذي ربما تم اكتشاف آثاره شمال الهرم. ومع ذلك، فإن تعريف خوي كمالك للمجمع، على الرغم من أنه مقبول بشكل عام، لا يزال غير مثبت.

## الهيكل الرئيسي

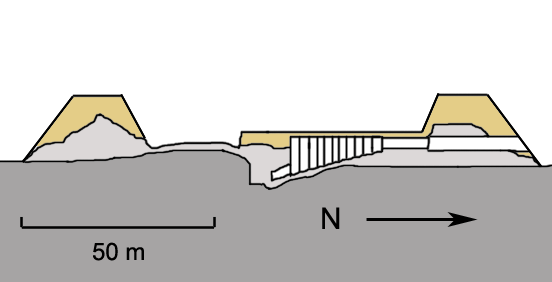
قسم المبنى: الجدران المحفوظة (رمادي فاتح ، أقصى ارتفاع) وإعادة بناء افتراضي (بني فاتح)

تبدو بقايا الهيكل اليوم مشابهة للخطوة الأولى لهرم متدرج، ومع ذلك، كما هو موضح أعلاه، لا يزال من المستحيل التأكد من أن الهيكل كان هرمًا. علاوة على ذلك، من غير الواضح ما إذا كان الهيكل قد اكتمل أم لا.
المخطط الأرضي للهيكل الرئيسي مستطيل ويبلغ قياسه 146 متر (479 قدم) × 136 متر (446 قدم). تميل جدران الهرم المبنية من الطوب اللبن إلى الداخل ويصل سمكها إلى 35 متر (115 قدم). هذه القشرة الكبيرة، التي يتم تقريب أركانها بـ نصف قطر الانحناء تبلغ 23 متر (75 قدم)، تحيط بمساحة داخلية فارغة ربما كانت مليئة بالرمال والحصى.
بالنظر إلى هذه القيم، إذا كان المبنى عبارة عن هرم مدرج، فسيكون له قاعدة أكبر من قاعدة هرم زوسر الشهير، بينما في حالة المصطبة، كان من الممكن أن يكون قد تجاوز حجم مصطبة فرعون الكبيرة للملك شبسسكاف.

### هيبوجيوم
من الواجهة الشمالية للمبنى، يمر ممر أفقي، مدخله على مستوى الأرض، مباشرة إلى وسط الهيكل. ثم يتابع الممر بعد ذلك إلى الرواق الهابط، الذي تصطف على جانبيه الحجر الجيري، ويعلوه أحد عشر قوسًا ومدعوم بـ أعمدة. يؤدي الرواق أخيرًا إلى حجرة الدفن الموضوعة في وسط قاعدة المبنى. 

تقع حجرة الدفن المستطيلة على عمق 8.8 متر (29 قدم) تحت مستوى الأرض وتبلغ 3.5 متر (11 قدم) × 7 متر (23 قدم). جدرانه مصنوعة من كتل الحجر الجيري المشغولة تقريبًا، والتي يُفترض أنها مأخوذة من مقبرة قريبة أقدم من الأسرة السادسة. تم العثور على الهايبوجيوم فارغًا تمامًا أثناء التنقيب، وقد تعرض للسرقة والتدمير تقريبًا في العصور القديمة. وبالتالي، من المستحيل تحديد ما إذا كان قد تم دفن أي شخص هنا بالفعل. يشبه هيكل حجرة الدفن العديد من أوجه التشابه مع هيكل مصطبة K1 في بيت خلاف الذي يعود تاريخه إلى الأسرة الثالثة.

## المجمع الجنائزي
على الجانب الشمالي من الهيكل الرئيسي، تم العثور على بقايا مدمرة لمبنى، والتي قد تنتمي إلى معبد جنائزي في الأصل جزء من مجمع الهرم. ومع ذلك، فإن البقايا ليست كافية للحصول على إعادة بناء موثوق للمعبد. تم العثور أيضًا على بقايا جزء من جدار محيط من طوب اللبن، لكنها تجري في منطقة تقع الآن تحت قرية دارا الحديثة.